# Soulèvement de Kengir
Répression politique en Union soviétique

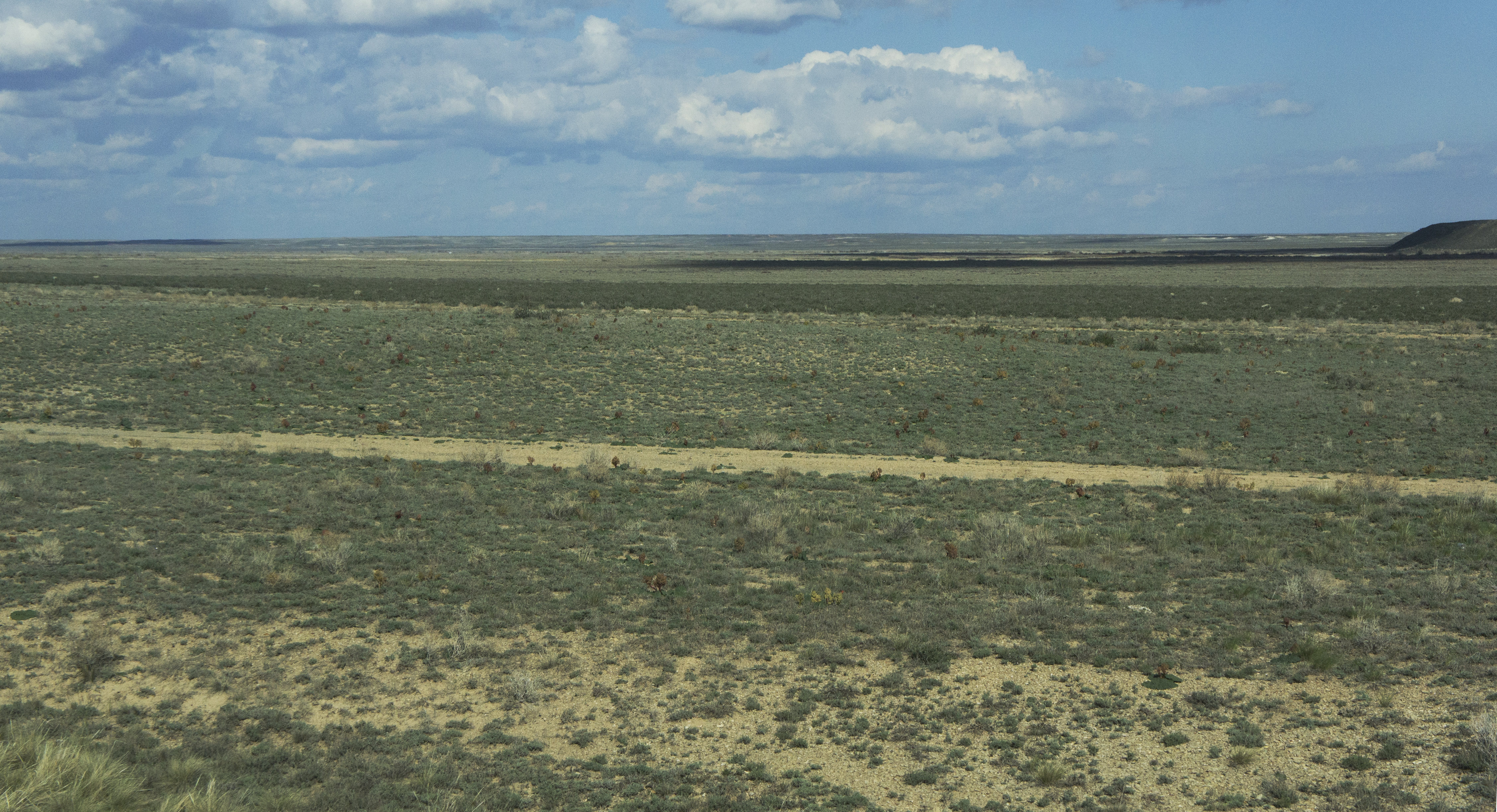
Steppe au Kazakhstan

Le soulèvement de Kengir est un soulèvement de prisonniers du camp de travail soviétique de Kengir, au Kazakhstan, qui eut lieu au printemps de 1954. Il est très différent des autres soulèvements qui ont pu avoir lieu dans les camps du Goulag à la même époque — comme le soulèvement de Vorkouta — en raison de sa durée et son intensité.[évasif]

## Le soulèvement
À la suite du meurtre de plusieurs prisonniers par des gardes, les détenus de Kengir entament une rébellion et prennent entièrement possession du camp durant des semaines. Du fait d'une alliance atypique entre les détenus de droit commun et les prisonniers politiques, les mutins réussissent à surprendre les gardes et l'administration du camp, mettant le camp en quarantaine et organisant sa défense pour empêcher toute incursion des autorités dans ce territoire nouvellement libéré. Cette occupation d'une durée sans précédent permet l'émergence d'activités diverses et originales, comme la formation démocratique d'un gouvernement provisoire de prisonniers, des mariages de prisonniers, des cérémonies religieuses, un relatif développement artistique et culturel et l'engagement  d’une campagne de propagande contre les autorités en place.
Après 40 jours de liberté dans l'enceinte du camp, de négociations intermittentes et de préparation en vue d'un affrontement violent, le soulèvement est brutalement écrasé par les chars de l’armée soviétique, le matin du 25 juin 1954. Selon d'anciens prisonniers, cinq à sept cents personnes furent alors tuées ou soumis à la répression, tandis que les sources officielles de l’époque avancent seulement quelques dizaines de victimes. L'histoire du soulèvement a été pour la première fois racontée dans L'Archipel du Goulag, œuvre du romancier et Prix Nobel dissident soviétique Alexandre Soljenitsyne.

## Le récit de Soljenitsyne
Le soulèvement de Kengir constitue le chapitre 12 de la cinquième partie de l'Archipel du Goulag. En substance, Alexandre Soljenitsyne décrit dans ce chapitre les évènements relatifs au soulèvement de Kengir qui peuvent être résumés comme suit :
En décembre 1953, Lavrenti Beria est exécuté. Dans les camps spéciaux pour les « politiques » (appelés aussi articles 58) l'espérance de rapides changements favorables naît. Mais au Ministère de l'Intérieur, au contraire, le besoin se fait sentir de prouver que les officiers du Ministère de l'intérieur ont encore une utilité aussi grande que par le passé. Les agents de l'administration finissent par espérer des désordres pour faire cesser les compressions de personnel et de salaire. Dans Kengir les soldats tirent à plusieurs reprises sur des innocents pour des vétilles. Excédés, les zeks finissent par cesser le travail et demandent que les soldats coupables soient jugés.

### Trois jours de grève
En février 1954 survient une nouvelle victime. Un évangéliste est tué depuis un mirador, accusé d'avoir dépassé la zone autorisée pour uriner. Mais son corps est déplacé par les gardes hors zone, après sa mort, pour justifier le tir. Un an après le décès de Staline, rien n'a changé. Pendant 3 jours, une grève est organisée. La direction du camp rompt alors l'homogénéité du camp spécial de « politiques » et introduit 650 voleurs et autres délinquants au sein du camp (surnommés « mobiles »), espérant qu'ils sèment la division dans leurs rangs. Elle va récolter, au contraire, la plus importante révolte de l'histoire du Goulag. Les voleurs, en effet, se sont mis à respecter les bagnards politiques, et se rangent de leur côté.  Comme ceux-ci risquent davantage de représailles de la part des gardiens, les délinquants proposent de commencer eux-mêmes les actions de résistance et d'être ensuite suivis par les politiques. Des historiens estiment le nombre de prisonniers à 5 200, ce que Soljenistyne ne confirme pas.

### Prise de l'intendance et de la zone des femmes
Le camp de Kengir se présente comme un immense rectangle découpé en 4 camps internes. Le premier objectif est de s'emparer de l'intendance où se trouvent les vivres. L'opération commence le dimanche 16 mai 1954. Les truands grimpent sur les toits puis sautent, bâtons en main, en direction de l'intendance. Un peloton de soldats, sans armes, vient à leur rencontre. Sans utiliser leurs bâtons, les mobiles reculent, grimpent sur les murs et bombardent les soldats de pierres. Aucun des rebelles n'est arrêté et le commandement du camp espère diminuer la pression paisiblement. Mais, la nuit, les « mobiles » tirent à la fronde sur les lampadaires plongeant peu à peu le camp dans l'obscurité, puis ils déferlent dans la zone de l'intendance, et, avec un rail, percent une brèche dans le mur de la zone des femmes. Là les troupes de sécurité du camp réagissent et font feu sur les insurgés. Il y a des morts et des blessés dont certains sont achevés. C'est la première fois dans l'histoire du Goulag que l'on tire sur des « socialement proches ». Comme l'intendance est occupée par les gardes, ceux qui avaient pénétré dans l'enceinte des femmes en passant par l'intendance sont bloqués. Les femmes les cachent quand les soldats entrent pour s'en emparer. L'officier qui commande la zone d'intendance donne l'ordre de ramasser les cadavres et de quitter cette zone. Cet ordre vient de plus haut et les cadavres sont emportés dans la steppe et enfouis pour empêcher toute expertise ultérieure. Tous les détenus déferlent dans l'intendance et jusque dans la zone des femmes. Femmes, truands et politiques sont tous réunis : la fraternité humaine est de retour entre tous les détenu(e)s. Vient l'heure des proclamations, des discours, des slogans, des revendications au milieu de l'effervescence générale. Quelles sont les revendications prioritaires et surtout à qui les adresser ? Tous pensent : c'est à Moscou qu'il faut se plaindre et pas à Karaganda. Le lundi soir, une délégation, sans armes et apparemment porteuse d'un désir d'apaisement, arrive de Moscou par avion. Elle estime, à la surprise des détenus, que les revendications sont « parfaitement justes » : plus de baraques bouclées, plus de numéros, maintien des brèches créées entre les zones, sanctions contre les soldats responsables de la fusillade. Si bien que le mardi 18 mai au matin, le camp de Kengir reprend le travail malgré ses morts. Les opprimés ont cru les généraux de Moscou mais vont à nouveau être trompés.

### Deuxième phase du soulèvement
En fait, les conclusions de la délégation sont toutes autres que celles affichées devant les détenus. Les murs intérieurs du camp sont renforcés et rehaussés et de nouvelles guérites armées sont ajoutées. En quelques heures, les surveillants et officiers du camp s'attelant eux-mêmes à la tâche, rebouchent les brèches, réparent l'éclairage, postent aux extrémités des zones des sentinelles prêtes à ouvrir le feu. Quand les détenus rentrent le soir, de leurs travaux à l'extérieur, tout ce travail est terminé. Devant cette tromperie manifeste les truands renouvellent leur agitation à tel point que les surveillants s'enfuient. Le camp reste au pouvoir des Zeks. Mais s'ils s'approchent des murs intérieurs les miradors font feu. Il est devenu impossible, sous les tirs, de percer des brèches et de passer d'une zone à l'autre du camp. Malgré cela, au cours de la nuit du 18 au 19 mai, les détenus créent des accès entre les différentes zones du camp, en perçant des tunnels et des brèches. Le mur du camp 4, celui des prisons, est lui aussi percé. Et voici d'autres libérés qui prennent la tête de l'insurrection : Kapitone Kouznetsov et Gleb Sloutchenkov,,,,.
Tout le monde se retrouve entre les différentes zones du camp, tous les approvisionnements sont aux mains des détenus. Plus personne ne va aux rassemblements et aux journées de onze heures de travail. Les zeks passent librement d'une zone à l'autre. Beaucoup remettent leurs vêtements civils récupérés à la consigne. Une « Commission pour les pourparlers avec les autorités et pour l'autogestion » est élue en quelques heures, elle va gouverner le camp durant quarante jours. Kouznetsov s'exprime directement en ce sens : l'antisoviétisme serait notre mort. Des slogans antisoviétiques vont nous faire écraser sur-le-champ. Le salut est dans la loyauté. Discutons avec Moscou comme des citoyens soviétiques. Tel est le message qu'il parvint à faire passer d'emblée. Des slogans de grandes tailles sont tracés dans tout le camp : « Vive la Constitution soviétique ! », « Vive le pouvoir soviétique ! ».

Drapeau des rebelles.

Au-dessus du réfectoire un drapeau est visible des alentours : fond blanc, bordure noire, croix rouge au milieu, qui signifie en langage maritime « Signal de détresse ! Femmes et enfants à bord ».  La commission fait élire douze personnes et crée des sous-commissions spécialisées, toujours sous la direction de Kouznetsov, à savoir militaire, propagande, alimentation, technique, etc.. Tout est à organiser. Le réseau électrique n'ayant pas été débranché, les détenus en profitent pour façonner et aiguiser des piques pour se défendre. 
Sections féminines et masculines sont réunies. Les femmes sont censées protéger les rebelles car elles supposent avec candeur que les bourreaux n'oseront pas s'attaquer à elles. Quant aux autorités, elles estiment que les truands vont violer des femmes et provoquer des  vengeance mortelles entre les détenus. Mais tous les témoignages confirment que les truands se comportent en Hommes dignes et que les psychologues des autorités se sont trompés. Aucun vol de vivres n'est constaté non plus. Les autorités observent que les massacres, pogroms, et violences prévues ne se produisent pas. Il n'y a donc pas de motif d'appeler des renforts. Les autorités peuvent accéder au camp, sous réserve d'une fouille corporelle et avec en contrepartie une garantie de sécurité de la part des mutins[pas clair]. Ces contacts permettent aux rebelles de présenter leurs revendications :

### Revendications
- Châtiment du meurtrier de l'évangéliste ;
- Châtiment de tous les coupables d'homicides à l'intendance ;
- Châtiment de ceux qui avaient roués de coups les femmes ;
- Retour des camarades envoyés dans des prisons de haute sécurité pour faits de grève ;
- Plus de numéros sur les vêtements, plus de barreaux aux fenêtres, plus de bouclage des baraques ;
- Non-relèvement des murs entre les différents camps ;
- Journée de travail de 8 heures comme pour les civils libres ;
- Augmentation de la rémunération du travail ;
- Liberté de correspondance ;
- Réexamen des dossiers judiciaires[24].

Les autorités font des promesses - cependant « il faudra attendre un peu ! » - mais demandent en échange un retour immédiat au travail. Les zeks refusent et exigent qu'un membre du Présidium vienne discuter avec eux. Durant des semaines, le conflit se transporta sur le terrain de la propagande. La radio extérieure lance des appels aux détenus, les informe, les désinforme, les dénigre, les bassine de rengaines. Et puis ce sont des appels au travail. Les détenus font plusieurs essais pour lancer des ballons à air chaud garnis de tracts portant des inscriptions destinées à la cité ouvrière, énonçant leurs revendications. Des zeks tchétchènes fabriquent des cerfs-volants dans le même but, avec plus de succès, ceux-ci étant moins vulnérables aux perforations par balle que les ballons. Une nuit, les autorités pratiquent une dizaine de brèches dans l'enceinte du camp. La radio annonce : « sortez de l'enceinte, nous ne tirerons pas et vous ne serez pas jugés pour rébellion ». Les mutins répondent qu'ils n’empêcheront aucun des leurs de sortir. Les brèches restent béantes et, au cours des semaines qui suivent, seules une douzaine de personnes s'enfuient. « La température collective... atteignait une telle intensité... que les âmes étaient… modifiées par la fusion... ». Les règles viles comme quoi « on a qu'une seule vie » ne jouaient plus et « la peur pour sa peau qui fait de l'homme un lâche ne jouait plus... ». « Les lois de l'être et de la raison dictaient aux gens ou bien de capituler ensemble ou de fuir séparément… mais ils s'étaient élevés à un tel niveau spirituel qu'ils disaient aux bourreaux : « que le diable vous emporte ! ...».[pas clair] Depuis le 16 mai, cinq semaines ont passé. Des troupes arrivent dans la steppe qui entoure le camp et y vivent sous tente. Une double ceinture de barbelés est installée. Les détenus attendent un émissaire de Moscou qui viendra régler les problèmes et départager tout le monde. Ils vivent les dernières petites journées de liberté. Lors des réunions, la majorité se montre toujours favorable au maintien de la rébellion.

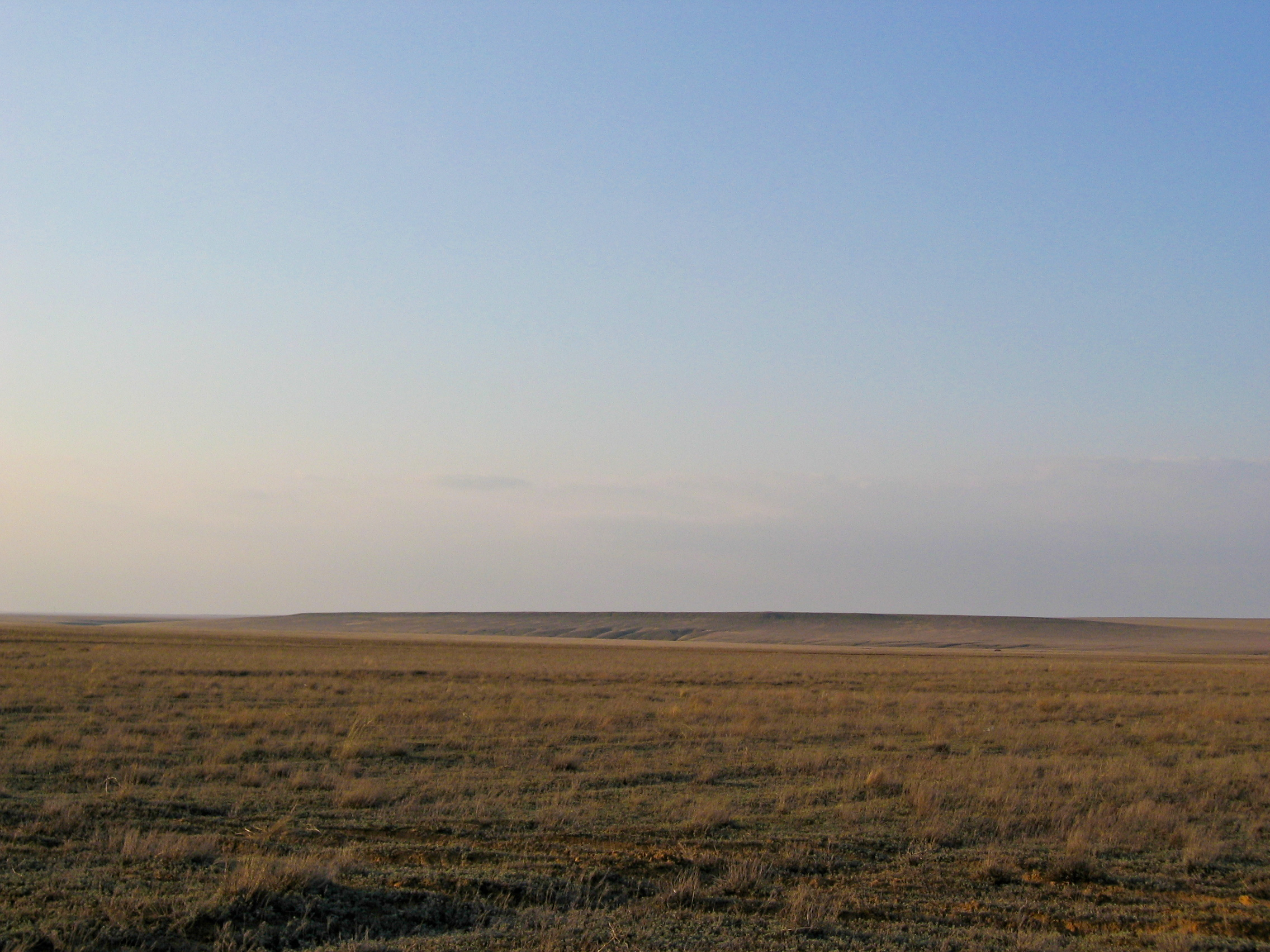
Steppe du Kazakhstan au début du printemps.

### La fin du soulèvement
À la mi-juin, de nombreux bruits de moteur se font entendre dans la cité ouvrière. Ils fonctionnent même de nuit. Et soudain, le 22 juin, la radio annonce que les revendications des zeks sont acceptées et qu'un membre du Présidium du Comité central est en route pour Kengir. Le soir du 24 juin, les bruits de moteurs finissent par s'éteindre. À l'aube du 25 juin, des fusées éclairantes illuminent le camp. Les observateurs des prisonniers postés sur les toits sont abattus par des tireurs d'élite. Des coups de canon retentissent. Des avions survolent le camp en rase-mottes. Des chars T 34, dont l'arrivée avait été cachée par le bruit de tracteurs, foncent dans les brèches du mur d'enceinte. Des troupes d'assaut marchent derrière eux. Le camp se réveille en pleine folie. Les tanks écrasent tous ceux qui se trouvent sur leur passage. Ils rasent les murs des baraques pour détacher ceux qui s'y suspendent, puis passent sur les corps vivants. Les femmes se placent devant pour protéger les hommes, mais en vain. Kouznetsov et Sloutchenkov, les chefs du soulèvement, sont arrêtés. Au fur et à mesure de leur capture, les prisonniers sont conduits dans la steppe où ils sont allongés face contre terre toute la journée du 25 juin. Les gardes essayent d'identifier les meneurs les plus actifs. 
Le nombre de tués et blessés s'élève à plus de 700. Les chiffres cités par Soljenitsyne sont nettement plus élevés que ceux des documents officiels qui dénombrent trente-sept détenus mort le 26 juin, neuf décédés plus tard des suites de leurs blessures et 106 blessés du côté des prisonniers, 40 dans les rangs des gardiens. Les membres de la commission des détenus sont incarcérés dans la prison du camp. Plus d'un millier de détenus sont envoyés dans des prisons de haute sécurité ou dans des camps de la Kolyma. Dès le 27 juin, les détenus sont conduits au travail.
Les procès se déroulèrent à huis clos à l'automne 1955. En 1956, la zone elle-même est liquidée. Ceux qui devinrent résidents de la cité ouvrière après leur peine parviennent à savoir où furent enterrées les victimes «... et ils se mirent à porter à cet emplacement des tulipes des steppes ».

### Dégel et libération
Anne Applebaum prend la rébellion des grévistes de Kengir comme modèle pour expliquer la vitesse foudroyante avec laquelle l'Union soviétique a procédé à la suite de cette bataille à une réévaluation complète de sa politique concernant les camps de travailleurs forcés. De nouvelles études financières viennent à cette époque  démontrer au pouvoir politique que les camps n'étaient plus rentables et que le coût des gardes les rendaient mêmes déficitaires.
C'est en cela que se situe la victoire des grévistes. Cet évènement conjugué au soulèvement de Vorkouta l'année précédente rend impérieux le changement de politique. Dès juillet 1954 la journée de travail est réduite à 8 heures, les libérations anticipées sont rendues plus accessibles aux détenus ayant une bonne conduite, ils peuvent plus librement écrire des lettres et recevoir des colis. Les camps spéciaux sont abolis. Il faudra toutefois une impulsion supplémentaire du sommet de l'État pour que les camps soient fermés. Elle arrivera en février 1956 quand Khrouchtchev prononça son rapport lors du XXe congrès .